# 带电流
带电流（英文：Charged current）相互作用是亚原子粒子间弱相互作用的一种形式，由W+及W-玻色子传递。
这一相互作用的名字中的“带电（charged）”常常被错误地认为得名于带电的W玻色子。实际上，这一名字应源于参与相互作用的粒子。例如，带电流相互作用对于ν

ee− → ν

ee−弹性散射的射程所做出的贡献：
{\displaystyle {\mathfrak {M}}^{\mathrm {CC} }\propto J_{\mu }^{\mathrm {(CC)} }(\mathrm {e^{-}} \to \nu _{\mathrm {e} })\;J^{\mathrm {(CC)} \mu }(\nu _{\mathrm {e} }\to \mathrm {e^{-}} )}
其中，描述了由一个费米子流向另一个费米子的带电流由下式给出：
{\displaystyle J^{\mathrm {(CC)\mu } }(f\to f')={\bar {u}}_{f'}\gamma ^{\mu }{\frac {1}{2}}\left(1-\gamma ^{5}\right)u_{f}.}